# Nuno Frechaut
Nuno Miguel Frechaut Barreto (Setúbal, 24. rujna 1977.) je portugalski umirovljeni nogometaš. 
Igra na položaju desnog obrambenog igrača. 
Frechaut je igrao za Portugal na SP-u 2002., a bio je i sudionikom OI 2004., igrajući za portugalsku nogometnu vrstu.

## Vanjske poveznice
- Profil[neaktivna poveznica] (na engleskom)